# روبرت نيومان
روبرت نيومان (بالإنجليزية: Robert Newman)‏ (و. 1958 – م) هو ممثل، وممثل أفلام، وممثل تلفزيوني، من الولايات المتحدة الأمريكية، ولد في لوس أنجلوس.

## وصلات خارجية
- روبرت نيومان على موقع IMDb (الإنجليزية)
- روبرت نيومان على موقع ألو سيني (الفرنسية)
- روبرت نيومان على موقع أول موفي (الإنجليزية)
- روبرت نيومان على موقع قاعدة بيانات الفيلم (الإنجليزية)
- روبرت نيومان على موقع كينوبويسك (الروسية)